# Gerald Bull
Gerald Vincent Bull, född 9 mars 1928 i Ontario, Kanada, död 22 mars 1990 i Bryssel, Belgien, var en kanadensisk artilleriingenjör, som anses ha utvecklat långt kraftigare kanoner än någon annan. Han var en driftig person som genom projekt efter projekt försökte att uppnå en dröm om att åstadkomma en jättekanon som skulle kunna skjuta upp satelliter för en acceptabel kostnad. Han utvecklade en haubits åt Sydafrika som sålde den vidare till bland andra Irak och Israel, dessutom arbetade han med att förbättra Scud-missiler åt Irak. För att komma vidare mot sina mål arbetade han med Saddam Husseins  "Project Babylon" som skulle ta fram en "superkanon" åt Irak. Projektet upphörde när Bull mördades i sitt hem i Bryssel av okända gärningsmän. Det har sagts att Israel eller CIA möjligen ligger bakom mordet.
En film om Gerald Bull och "Project Babylon" gjordes 1994. Filmen med namnet "Doomsday Gun" blev resultatet, med skådespelare som Kevin Spacey, Frank Langella och Tony Goldwyn. Filmen bygger på verkliga händelser om projektet som hotade hela regionen.
Den kanadensiska författaren Louise Penn har skrivit en deckare "Det Ondas Väsen" utkommen på svenska år 2022 som baserar sig på Gerald Bulls Project Babylon.